# Saudi Gazette
Saudi Gazette (جريدة سعودي جازيت) est un journal quotidien anglophone publié en Arabie saoudite, et dont le siège est basé à Djeddah. Créé en 1976, il est dirigé par la rédactrice en chef Somayya Jabarti depuis 2014. 

## Histoire
Saudi Gazette est un quotidien saoudien créé en 1976 par l’éditeur Okaz, qui publie également un autre journal du même nom depuis 1960. Son premier rédacteur en chef est Saoud Saleh Islam. Le journal dispose dès sa création d'une équipe composée de nombreux journalistes occidentaux travaillant à sa rédaction. Le journaliste Randall Palmer travaille pour la Gazette de 1981 à 1983, ainsi que Bizzie Frost, photographe et rédactrice pigiste britannique, qui y travaille de 1986 à 2012. 
En 2014, la rédaction de Saudi Gazette accueille sa nouvelle rédactrice en chef et première femme nommée à la tête d'un journal national en Arabie saoudite, Somayya Jabarti. Sous sa direction, la rédaction du journal compte 20 journalistes dont 3 hommes.

## Contenu
Saudi Gazette est un quotidien anglophone destiné à un public généralement composé de travailleurs étrangers et occidentaux. Les actualités nationales et internationales figurent au premier plan, avec des sections distinctes pour le sous-continent indien et les Philippines, d'où viennent la plupart des expatriés du Royaume d'Arabie saoudite. Le vendredi, jour férié de l'Islam, une page fait l'objet d'enseignements islamiques,. Le quotidien introduit aussi le concept de lecture de loisir avec deux éditions Week-end le vendredi et le samedi.

## Direction
- 1978 - 1982 : Saoud Saleh Islam[3]
- 1985 - 1997 : Ridah Lary
- 1997 - : Mohammed Shoukany (intérim)
- - 2011 : Ramesh Balan
- 2011 - 2012 : Omar S. Elmershedi[3]
- 2012 - 2014 : Khaled Al Maeena[3]
- Depuis 2014 : Somayya Jabarti[1]